# Пам'ятки історії Самбірського району
У Самбірському районі Львівської області нараховується 11 пам'яток історії.
| #  | назва | датування              | адреса                                   | охоронний номер | Номер і дата рішення            |
| -- | --- | ---------------------- | ---------------------------------------- | --------------- | ------------------------------- |
| 1  | Братська могила радянських воїнів (пам., 1957, з/бетон)                                                                            | липень 1944 р.         | с.Бісковичі, центр села                  | 716             | Рішення № 183, 05.05.1972       |
| 2  | Братська могила радянських воїнів (пам., 1967, з/бетон)                                                                            | 1944 р.                | с.Дібрівка                               | 720             | Рішення № 183, 05.05.1972       |
| 3  | Братська могила юнаків та дівчат, розстріляних фашистами (пам., 1963, з/бетон)                                                     | 1944 р.                | смт Дубляни, у центрі селища             | 717             | Рішення № 183, 05.05.1972       |
| 4  | Братська могила радянських воїнів (пам., 1967, мармурова крихта, бетон)                                                            | 1944 р.                | смт Дубляни, вул. Шевченка, парк         | 719             | Рішення № 183, 05.05.1972       |
| 5  | Братська могила радянських воїнів (пам., 1957, з/бетон)                                                                            | липень-серпень 1944 р. | смт Дубляни, при дорозі Дубляни-Дрогобич | 718             | Рішення № 183, 05.05.1972       |
| 6  | Братська могила радянських воїнів (пам., арх. Ю.Федосєєв, 1966, з/бетон)                                                           | липень-серпень 1944 р. | с.Корничі, вул. Шкільна                  | 731             | Рішення № 183, 05.05.1972       |
| 7  | Могила Городенцева А.І., радянського воїна (пам., 1957, мармурова крихта)                                                          | 1916— 2 серпня 1944 р. | с.Луки                                   | 724             | Рішення № 183, 05.05.1972       |
| 8  | Братська могила радянських воїнів (пам., 1973, мармурова крихта, бетон)                                                            | липень 1944 р.         | с.Ралівка, вул. І.Франка                 | 721             | Рішення № 183, 05.05.1972       |
| 9  | Дільниця на кладовищі, де поховані радянські воїни і партизани (5 – бр., 24 – індивід могили; пам., 1973, мармурова крихта, бетон) | липень 1944 р.         | м.Рудки, вул. Самбірська, кладовище      | 722             | Рішення № 183, 05.05.1972       |
| 10 | Братська могила прикордонника Побажанова А.А. і невідомого радянського воїна (пам., 1966, бетон)                                   | 1941 р., 1944 р.       | с.Черхава, вул. Шкільна                  | 723             | Рішення № 183, 05.05.1972       |
| 11 | Мем. табл. Сорохтею О., українському живописцю і графіку (1994, мармур)                                                            | 1890—1941 рр.          | С.Баранівці, школа                       | 1678            | Розпорядження № 236, 11.03.2001 |

## Джерело
Перелік пам'яток Львівської області [Архівовано 16 вересня 2012 у Wayback Machine.]
 Вікісховище має мультимедійні дані за темою: Пам'ятки історії Самбірського району